# Palladius de Nîmes
Pour les articles homonymes, voir Pallade.
Palladius est un prélat du Haut Moyen Âge, neuvième évêque connu de Nîmes en 737.